# Klein Point
Klein Point är en udde i Australien. Den ligger i delstaten South Australia, omkring 75 kilometer väster om delstatshuvudstaden Adelaide.
Trakten är glest befolkad. Närmaste större samhälle är Yorketown, omkring 17 kilometer väster om Klein Point.
Genomsnittlig årsnederbörd är 719 millimeter. Den regnigaste månaden är juni, med i genomsnitt 144 mm nederbörd, och den torraste är januari, med 16 mm nederbörd.